# Herochroma
Herochroma là một chi bướm đêm thuộc họ Geometridae.

## Các loài
Bao gồm các loài:
- Herochroma baba – Swinhoe, 1893
- Herochroma baibarana – (Matsumura, 1931)
- Herochroma clariscripta – Holloway, 1996
- Herochroma cristata – (Warren, 1905)
- Herochroma curvata – H.X. Han & D.Y. Xue, 2003
- Herochroma elaearia – (Hampson, 1903)
- Herochroma flavibasalis – (Warren, 1894)
- Herochroma hemiticheres – (Prout, 1935)
- Herochroma mansfiedi – (Prout, 1939)
- Herochroma nigrescentipalpis – (Prout, 1916)
- Herochroma ochreipicta – (Swinhoe, 1905)
- Herochroma orientalis – (Holloway, 1982)
- Herochroma pallensia – H.X. Han & D.Y. Xue, 2003
- Herochroma perspicillata – H.X. Han & D.Y. Xue, 2003
- Herochroma rosulata – H.X. Han & D.Y. Xue, 2003
- Herochroma serrativalva – (Holloway, 1982)
- Herochroma sinapiaria – (Poujade, 1895)
- Herochroma subochracea – (Warren, 1894)
- Herochroma subtepens – (Walker, 1860)
- Herochroma supraviridaria – Inoue, 1999
- Herochroma thaiensis – (Inoue, 1992)
- Herochroma urapteraria – (Walker, 1860)
- Herochroma usneata – (Felder & Rogenhofer, 1875)
- Herochroma viridaria – Moore, 1867
- Herochroma xuthopletes – (Prout, 1932)
- Herochroma yazakii – Inoue, 1999